# Movimento de pinça

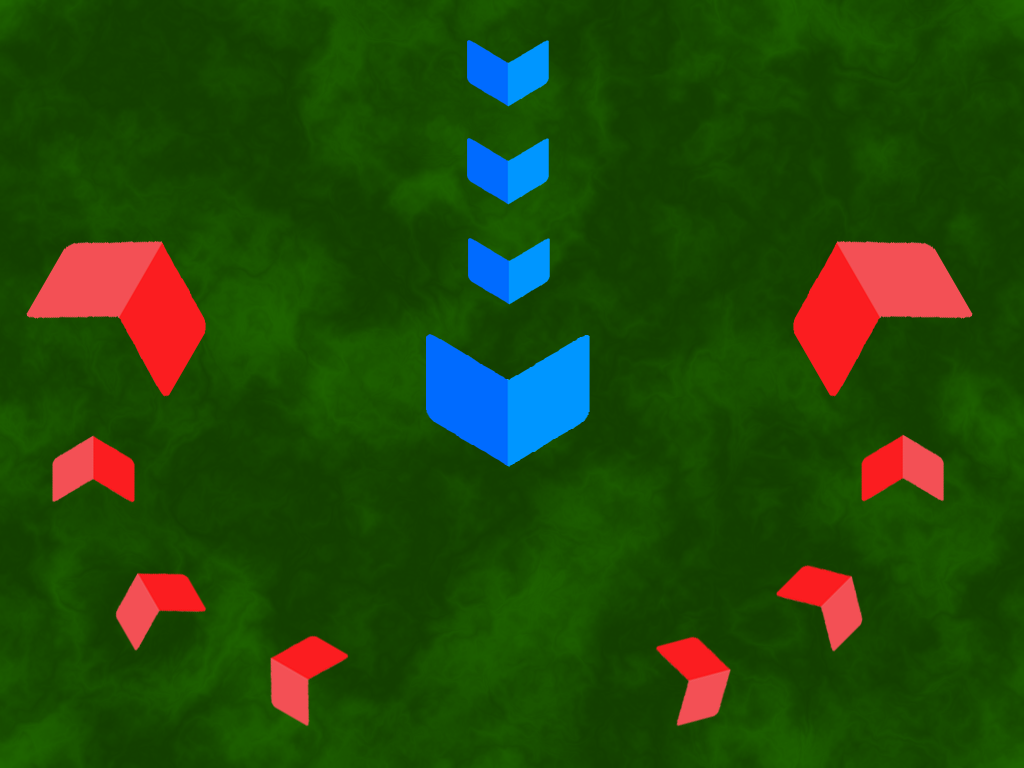
Um movimento de pinça no qual a força vermelha envolve a força azul que avança. É importante notar, contudo, que um movimento de pinça é, em geral, impraticável contra uma força que avança

O movimento de pinça, envolvimento duplo ou duplo envelopamento é uma manobra militar em que os flancos do exército oponente são atacados simultaneamente por duas alas defensivas, movimentando-se como braços de uma pinça em reação ao ataque inimigo contra o centro do exército. O objetivo é cercar o atacante. O movimento completo ainda inclui partes da força defensiva circundando completamente a atacante por trás, evitando, assim, o envio de reforços.

## Descrição
Um duplo envolvimento, por definição, resulta no exército atacante tendo que enfrentar o inimigo pela frente, nos dois flancos e na retaguarda. Se os braços da pinça juntarem-se na traseira, o inimigo ver-se-á completamente cercado. Batalhas desse tipo geralmente terminam na rendição ou na destruição completa das forças inimigas, embora as forças cercadas ainda possam tentar uma escapada, atacando o cerco por dentro numa tentativa de rompê-lo, ou uma força amiga também pode atacar por fora tentando abrir uma rota de fuga para os cercados.

## História
Sun Tzu na "Arte da Guerra" especulou sobre essa manobra, mas recomendou contra a sua aplicação, entendendo que o mais provável de acontecer era a fuga do exército atacante antes de o cerco completar-se. Ele argumentou que o melhor seria abrir ao inimigo uma rota de fuga, pois um exército completamente cercado lutaria muito mais ferozmente.
A manobra foi provavelmente utilizada pela primeira vez na Batalha de Maratona em 490 a.C. O historiador Heródoto relata como o general ateniense Milcíades organizou as suas forças de 10 mil hoplitas atenienses e 900 plateienses numa formação em U, com as alas muito mais profundas do que o centro (na quantidade de filas de soldados). Os seus inimigos superavam-lhe em número enormemente, e Milcíades preferiu enfrentar a profundidade das forças persas afinando o seu centro e reforçando as alas. No decurso da batalha, as formações centrais, mais fracas, recuaram ordenadamente, o que abriu espaço para as alas convergirem por detrás da linha frontal persa, provocando pânico nas mais numerosas — e menos armadas — forças inimigas.
Aníbal executou essa manobra na Batalha de Cannae em 216 a.C., naquela que é considerada pelos historiadores militares como uma das maiores manobras de combate da história, citada como o primeiro movimento de pinça de sucesso a ter sido registrado em detalhes pelo historiador grego Políbio.
A manobra também foi utilizada com sucesso por Calide ibne Ualide na Batalha de Ualaja em 633, por Alparslano na Batalha de Manzicerta em 1071 (chamada de "tática do Crescente"), na Batalha de Mohács de Solimão, o Magnífico, em 1526, e pelo marechal de campo Carl Gustav Rehnskiöld na Batalha de Fraustadt em 1706.
O plano de Daniel Morgan na Batalha de Cowpens (Carolina do Sul) em 1781 durante a Guerra da Independência Americana é amplamente considerada uma obra-prima tática da época.

## Outros usos
Uma versão dessa manobra era a tática padrão dos impis zulus, que a chamavam de formação "chifre de búfalo".
Uma forma rudimentar dessa manobra também foi empregada por Gengis Khan, conhecida coloquialmente como tática dos "chifres". Nesse caso, dois flancos de cavalaria cercavam o inimigo, embora eles raramente se encontrassem na retaguarda, deixando ao inimigo uma rota de fuga.
O movimento de pinça alcançou a perfeição  na blitzkrieg da Alemanha Nazista durante a Segunda Guerra Mundial. No caso, além de uma mera manobra de infantaria, a manobra evoluiu para uma complexa empreitada multi-disciplinar envolvendo o avanço rápido da infantaria mecanizada, o uso de barragens de artilharia, bombardeios aéreos e o uso efetivo de comunicações por rádio, culminando na destruição das hierarquias de comando e controle inimigas, minando o moral das tropas, e na desorganização das linhas de suprimentos.

## Batalhas onde manobras de pinça foram utilizadas
- Batalha de St. Vith
- Batalha de Medellín
- Batalha de Maratona
- Batalha de Trébia
- Batalha de Canas
- Batalha de Walaja
- Batalha de Manzicerta
- Batalha de Cowpens
- Batalha de Fraustadt
- Batalha de San Lorenzo
- Segunda Batalha de Bull Run (1862)
- Batalha de Tannenberg (1914)
- Batalha de Khalkhin Gol (envolvimento operacional)
- Batalha de Estalingrado (envolvimento estratégico)
- Invasão Soviética da Manchúria
- Guerra dos Seis Dias
- Operação Postern